# Jacqueline Groen-Scheele
J.A. (Jacqueline) Groen-Scheele (Rotterdam, 8 januari 1970) is een Nederlandse juriste, bestuurder en politica. Zij is lid van de ChristenUnie. Zij was wethouder van Amstelveen (2010-2014) en Stichtse Vecht (2015-2018) en burgemeester van Heerde (2019-2020).

## Biografie

### Maatschappelijke loopbaan
Groen-Scheele studeerde van 1989 tot 1995 Nederlands recht aan de Universiteit Leiden en studeerde af in burgerlijk recht. Daarna volgde ze nog postdoctorale opleidingen in het arbeidsrecht van 2004 tot 2005 en mediation van 2007 tot 2008. Van 1996 tot haar wethouderschap in 2010 was ze bij verschillende organisaties werkzaam als juriste, advocaat en mediator in met name het arbeidsrecht.

### Politieke loopbaan
Van 2006 tot 2010 was Groen-Scheele namens ChristenUnie actief als raadslid en fractievoorzitter in de gemeenteraad van Amstelveen als eenmansfractie. Van 2010 tot 2014 was ze actief als wethouder en tot 2015 opnieuw als raadslid en fractievoorzitter in diezelfde gemeente. Van 2015 tot 2018 was ze wethouder in de gemeente Stichtse Vecht. In december 2018 werd Groen-Scheele door de gemeenteraad van Heerde voorgedragen als nieuwe burgemeester. In januari 2019 werd ze benoemd en de benoeming ging in op 1 februari 2019. Op 3 september 2020 werd bekendgemaakt dat ze haar ontslag heeft ingediend als burgemeester van Heerde ten gevolge van COVID-19. Jan Willem Wiggers is met ingang van 1 november 2020 benoemd tot waarnemend burgemeester van Heerde.

### Persoonlijk
Groen-Scheele groeide op in een gereformeerd-vrijgemaakt gezin in het Zeeuwse Axel. Op haar dertigste werd zij lid van Crossroads International Church in Amsterdam. Zij is weduwe en hebben samen een zoon en een dochter en had zij Koops-Scheele als achternaam. In december 2020 trad zij opnieuw in het huwelijk en sindsdien heeft zij Groen-Scheele als achternaam. Samen met haar gezin was ze lid van de evangelische gemeente Immanuël in Heerde. In februari 2021 zijn ze verhuisd naar de provincie Groningen.